# Salix kirilowiana
Salix kirilowiana là một loài thực vật có hoa trong họ Liễu. Loài này được Stschegl. miêu tả khoa học đầu tiên năm 1854.